# Zhang Weihong
Zhang Weihong (förenklad kinesiska: 张维红; traditionell kinesiska: 張維紅; pinyin: Zhāng Wéihóng), född den 31 januari 1963, är en kinesisk handbollsspelare.
Hon tog OS-brons i damernas turnering i samband med de olympiska handbollstävlingarna 1984 i Los Angeles.